# カルタン行列
カルタン行列(Cartan matrix)は 3つの意味を持っている。3つともすべてはフランスの数学者エリ・カルタン(Élie Cartan）の名に因んでいる。実際、リー代数の脈絡でのカルタン行列は、最初にヴィルヘルム・キリング(Wilhelm Killing])により研究され、一方、キリング形式はカルタンによって研究された。

## リー代数
一般カルタン行列(generalized Cartan matrix)は、次を満たす整数の要素を持つ正方行列 {\displaystyle A=(a_{ij})} である。
1. 対角要素は、aii = 2 である。
2. 非対角要素は、{\displaystyle a_{ij}\leq 0} である。
3. {\displaystyle a_{ij}=0} であることと {\displaystyle a_{ji}=0} は同値である。
4. A は DS と分解して書くことができる。ここに D は対角行列であり、S は対称行列である。

たとえば、G2(G2)のカルタン行列は、次のように分解することができる。
{\displaystyle \left[{\begin{smallmatrix}\;\,\,2&-3\\-1&\;\,\,2\end{smallmatrix}}\right]=\left[{\begin{smallmatrix}3&0\\0&1\end{smallmatrix}}\right]\left[{\begin{smallmatrix}2/3&-1\\-1&\;2\end{smallmatrix}}\right].}
3.の条件は独立ではないが、実際、1.と 4.の条件の結果である。
いつでも正の対角要素を持つ D を選ぶことができる。この場合、上記の分解の S が正定値であれば、A はカルタン行列であるといわれる。
単純リー代数のカルタン行列は、行列要素がスカラー積
{\displaystyle a_{ij}=2{(r_{i},r_{j}) \over (r_{i},r_{i})}}
であるような行列（ときおり、カルタン整数(Cartan integers)と呼ばれる）である。ここに ri は代数の単純ルート(simple roots)である。要素は、ルートの性質のひとつより整数である。1 の条件は定義から従い、2 の条件は {\displaystyle i\neq j,r_{j}-{2(r_{i},r_{j}) \over (r_{i},r_{i})}r_{i}} は rj に対し正の係数を持つ単純ルート ri と rj の線型結合であるルートであるので、ri の係数は非負となるはずである。3.の条件は、直交性は対称的な関係であるので、正しい。最後に、{\displaystyle D_{ij}={\delta _{ij} \over (r_{i},r_{i})}} であり {\displaystyle S_{ij}=2(r_{i},r_{j})} とすると、単純ルートはユークリッド空間を張るので、S は正定値である。
逆に、一般カルタン行列が与えられると、対応するリー代数を再現することができる。（詳しくは、カッツ・ムーディ代数を参照。）

### 分類
{\displaystyle n\times n} 行列 A は、ある空でない固有部分集合 {\displaystyle I\subset \{1,\dots ,n\}} が存在し、 {\displaystyle i\in I} であり、また、{\displaystyle j\notin I} であるときはいつも {\displaystyle a_{ij}=0} であるとき、可約(decomposable)であるという。A が既約(indecomposable)とは、そうでない場合を言う。
A を既約な一般カルタン行列とすると、A が有限型とは、すべての主小行列式(principal minor)が正の場合をいい、A がアフィン型とは固有な主小行列式が正である場合をいい、不定値型とは、それ以外の場合をいう。
有限タイプの既約行列は、有限次元の単純リー群(simple Lie algebra)（タイプは、{\displaystyle A_{n},B_{n},C_{n},D_{n},E_{6},E_{7},E_{8},F_{4},G_{2}} )を分類し、一方、アフィンタイプの既約行列はアフィンリー代数を分類する（ある標数 0 の代数的閉体上とする）。

#### 単純リー代数のカルタン行列の行列式
単純リー代数のカルタン行列の行列式は次の表で与えられる。
| {\displaystyle A_{n}} | {\displaystyle B_{n}}, {\displaystyle n\geq 2} | {\displaystyle C_{n}}, {\displaystyle n\geq 2} | {\displaystyle D_{n}}, {\displaystyle n\geq 4} | {\displaystyle E_{n}}, {\displaystyle n=6,7,8} | {\displaystyle F_{4}} | {\displaystyle G_{2}} |
| n+1                   | 2                                              | 2                                              | 4                                              | 9-n                                            | 1                     | 1                     |

この行列式のもう一つの性質は、随伴するルート系のインデックスに等しいことである、つまり、{\displaystyle P,Q} はそれぞれウェイト格子とルート格子をそれぞれ表すと、この行列式は {\displaystyle |P/Q|} と等しい。

## 有限次元代数の表現
モジュラー表現論では、あるいはより一般的に半単純ではない有限次元結合代数 A の表現論では、 カルタン行列は主直既約加群(principal indecomposable module)の同型類からなる（有限）集合を考え、それらの組成列を既約加群のことばで記述し、既約加群の出現数を数える整数の行列をとることにより定義される。

## M-理論でのカルタン行列
M-理論では、2-サイクルの領域は 0 へ向かう極限で有限個の点と交叉する2-サイクル(two-cycles)を持つ幾何学である。この極限で、局所対称群が現れる。2-サイクルの基底の交叉数の行列は、局所対称群のリー代数のカルタン行列であると予想されている。.
このことは次のように説明することができる。M-理論では、メンブレーン(membrane)、あるいは、2-ブレーン(2-branes)と呼ばれる 2次元曲面の解を持っている。2-ブレーンは張力(tension)を持ち、従って、縮む傾向にあるが、2-サイクルの周りに巻きつき 0 に収縮しないことがある。
すべての交叉する 2サイクルに共通な 1次元をコンパクト化し、この次元が 0 へ収縮する極限をとることは、この次元での次元簡約(dimensional reduction)を取ることになる。そのようにすると、タイプ IIA の弦理論をD-ブレーンの間の開弦により記述された 2-サイクルへ巻きついた 2-ブレーンを持つ M-理論の極限として得ることができる。各々の D-ブレーンに対し U(1) 局所対称群が存在し、向き付けを変えない弦の運動の自由度に似ている。2-サイクルの面積が 0 のときの極限は、開弦の端点となっているこれらの D-ブレーンの極限であるので、拡張された局所対称群を得る。
現在、2つの D-ブレーンの間の開弦はリー代数の生成子を表現し、そのような 2つの生成子の交換子は、2つの開弦の縁を互いに張り合わせることによい得られる開弦によって表される第三の D-ブレーンである。異なる開弦の間の後者の関係は、元の M-理論での 2-ブレーンの交叉する方法、つまり 2-サイクルの交叉とは独立である。このようにリー代数は、これらの交点数に完全に依存する。カルタン行列の詳しい関係式は、交点数が単純ルート(simple root)の交換子を記述することが理由である。これは選択された 2-サイクルに関連している。
カルタン部分代数(Cartan subalgebra)はD-ブレーンとそれ自身の間に伸びた開弦により表現される。

## 参照項目
- ディンキン図形(Dynkin diagram)
- 例外ジョルダン代数（英語版）(Exceptional Jordan algebra)
- 基本表現（英語版）(Fundamental representation)
- キリング形式
- 単純リー群(Simple Lie group)